# كونفير سي في -240
الأسرة CV-240  (بالإنجليزية: Convair CV-240 family)‏ هي طائرة رحلات جوية بمحركان أنتجت في 1947 بالولايات المتحدة. من صناعة كونفير. كان أول طيران لها في 16 مارس 1947. دخلت الخدمة في 29 فبراير 1948، صنع منها 1,181 طائرة. شهدت دورة طويلة من التطوير مما أدى في عدد من المتغيرات المدنية والعسكرية أيضا. على الرغم من انخفاض في أعداد من خلال الاستنزاف، و "Convairliners" في أشكال مختلفة مواصلة تطير في القرن 21. [1] .